# Dapeng

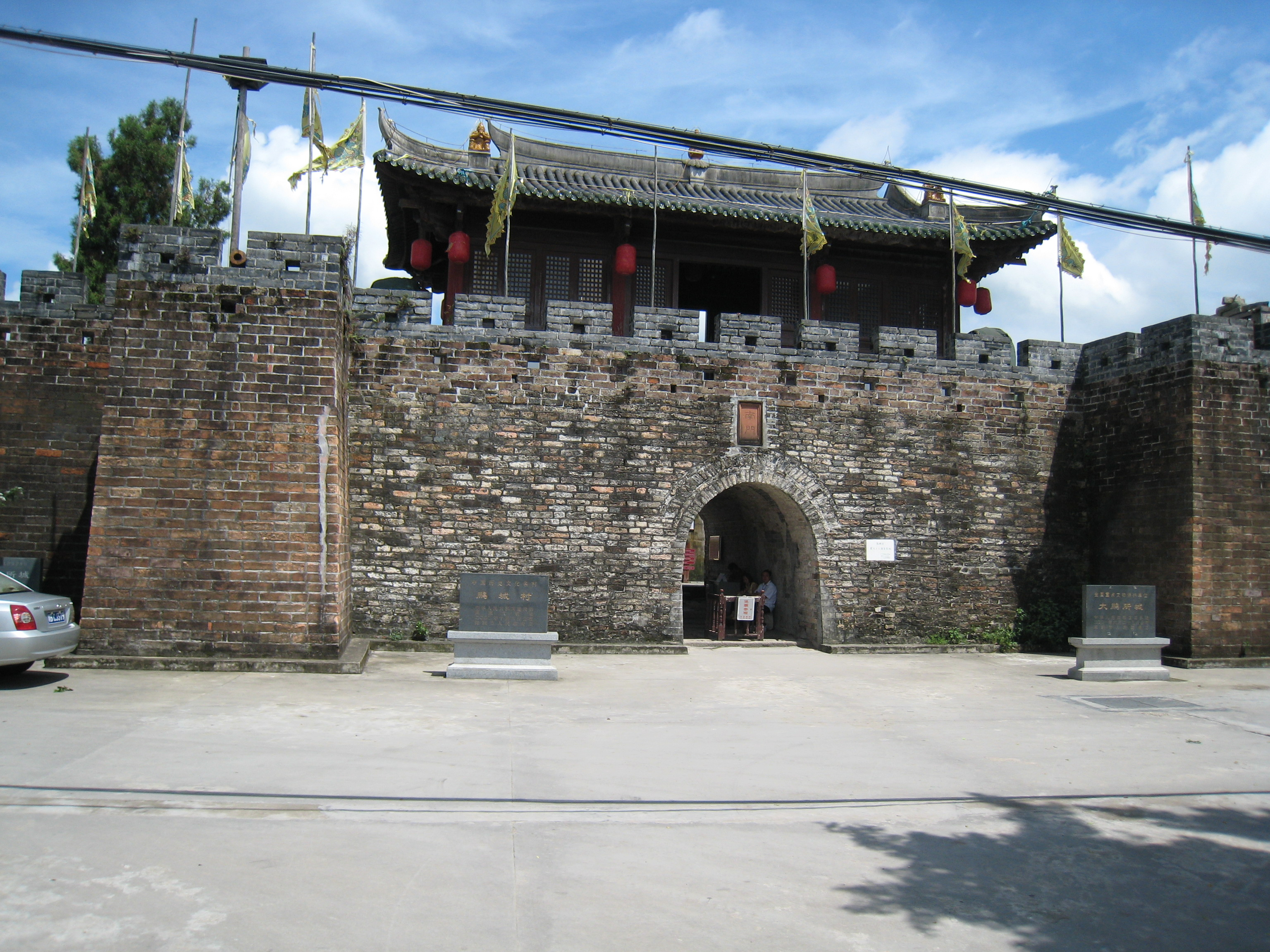
De Zuiderpoort (Nanmen) van Dapengcheng

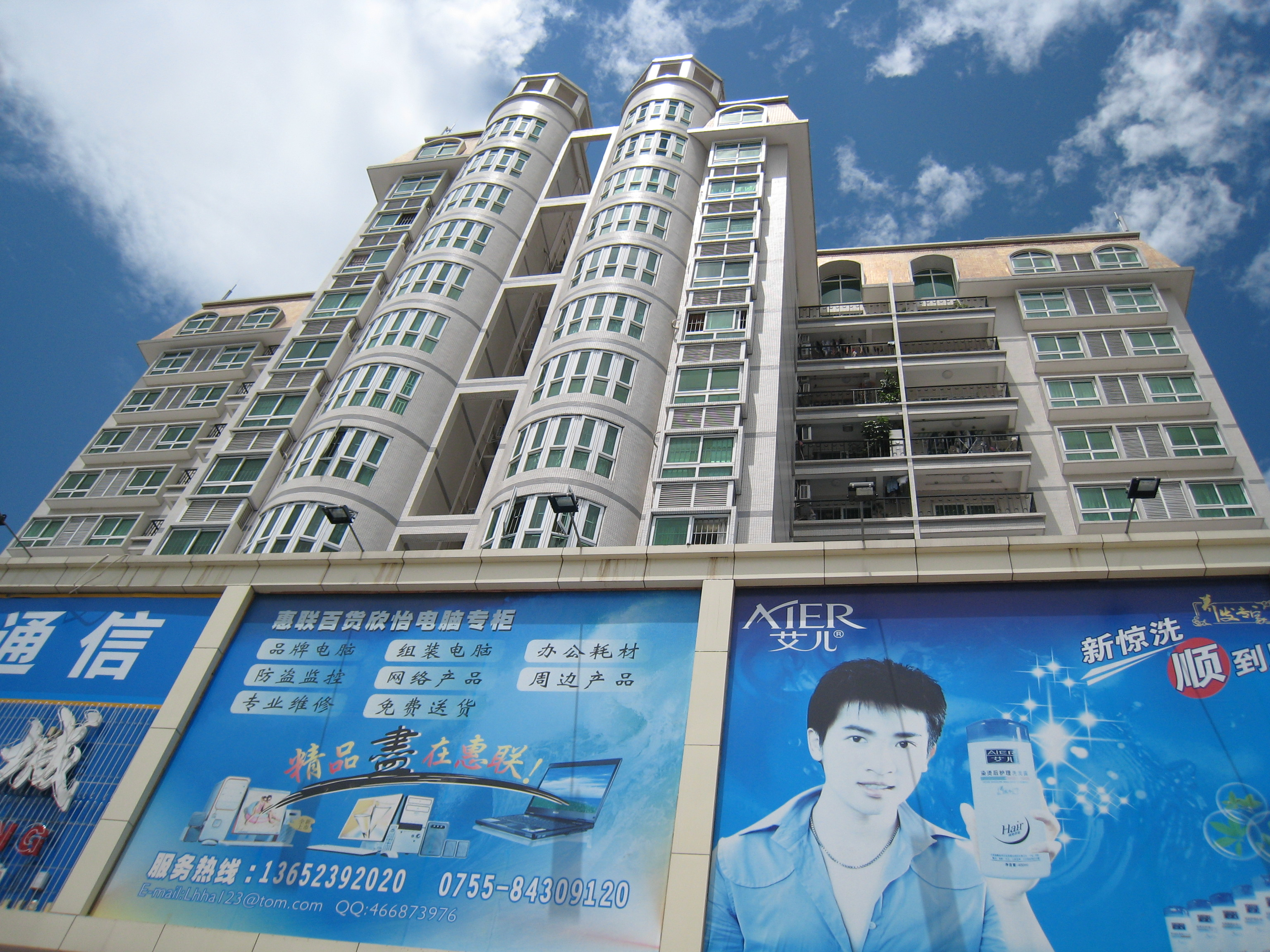
Wangmuxu, het overheidscentrum van Dapeng

Dapeng is een subdistrict in het zuidoosten van het district Longgang, in de stadsprefectuur Shenzhen, in de Chinese provincie Guangdong. In deze streek spreekt men hoofdzakelijk het Dapenghua en Bao'an-Hakka.
In het oosten van Dapengcheng is een kerncentrale (Daya Bay Nuclear Power Station) voor energie gevestigd. Deze wordt door veel Fransen onderhouden. Ten zuiden van Dapengcheng is er een landbouwpark. Vlak bij Xiasha is het hotel "Golden Bay" gevestigd.
De streek is ook onderdeel van Dapengbandao. Het noorden van Dapeng grenst aan Kuichong en het zuiden aan Nanao.
Het grootste dorp is Wangmu, daar bevindt zich het streekgemeentehuis van Dapeng.
Dorpen:
- Dapengcheng 大鹏城 (Dapenghua: T'áai Pōeng Saang; Standaardkantonees: Taai P'aang Sing)
- Xinwu 新屋 (Standaardkantonees: San Ngok)
- Xiadakang 下大坑 (Standaardkantonees: Haa Taai Haang)
- Guanyinshan 觀音山 (Standaardkantonees: Koen Yam Saan)
- Xiasha 下沙 (Standaardkantonees: Haa Saa)
- Shuitou 水頭 (Standaardkantonees: Seuj T'auw)
- Longqicun 龙岐村 (Standaardkantonees: Long Keej Ch'uun)
- Wangmuxu 王母虛 (Dapenghua: Wôong Maauw Hie; Standaardkantonees: Wôong Môow Héuj)
- Ling'ao 嶺澳 (Standaardkantonees: Ling Oow)

Bantian · Buji · Dapeng · Henggang · Kengzi · Kuichong · Longcheng · Longgang · Nanao · Nanwan · Pingdi · Pinghu · Pingshan